# Nikare II
Nikare II – władca XVI dynastii o mniejszym znaczeniu, wymieniany tylko na skarabeuszach.